# Вајтривер (Аризона)
Вајтривер (енгл. Whiteriver) насељено је место без административног статуса у америчкој савезној држави Аризона.

## Демографија
По попису из 2010. године број становника је 4.104, што је 1.116 (-21,4%) становника мање него 2000. године.
| Група             | 2000.      | 2010.     |
| Белци             | 149 (2,9%) | 28 (0,7%) |
| Афроамериканци    | 2 (0,0%)   | 2 (0,0%)  |
| Азијати           | 2 (0,0%)   | 27 (0,7%) |
| Хиспаноамериканци | 99 (1,9%)  | 73 (1,8%) |
| Укупно            | 5.220      | 4.104     |